# Attika (bygningsdel)
 For alternative betydninger, se Attika. (Se også artikler, som begynder med Attika)
Attik eller attika er den ugennembrudte, leddelte overbygning, som ofte findes over hovedgesimsen og af og til helt kan skjule flade tage. Den krones af en svagt fremspringende gesims og kan inddeles i felter ved hjælp af pilastre. I felterne er der ofte fyldinger, inskriptioner eller relieffer, over pilastrene statuer eller vaser. Attikas vekslende højde er mindst en tredjedel af hovedgesimsen.
Glosen tyder på, at attika stammer fra Athen; tidligst bruges de på triumfbuer som fodstykker for statuerne, der kronede disse æresporte, og derfra overførtes de også til andre bygninger. I senrenæssancen og barokken blev attika udbredte, og det skete også, at de blev indrettet som et øverste lavt stokværk over facadens hovedgesims.